# Jan Sterling
Jan Sterling (født 3. april 1921, død 26. marts 2004) var en amerikansk teater-, tv- og filmskuespiller.
Hendes familie tilhørte det bedre borgerskab. Hun modtog scenestræning på Fay Compton's School i England og gjorde Broadway-debut i 1938. Hun blev filmet i 1948. Blandt hendes mest berømte film er Ingen vej tilbage fra 1954.
Sterling har en stjerne på Hollywood Walk of Fame for sine præstationer i film.

## Filmografi (udvalg)
- 1948 – Johnny Belinda
- 1951 – Forside-sensation!
- 1951 – Det var kattens
- 1951 – Hvedebrødsdage
- 1954 – Ingen vej tilbage
- 1956 – 1984
- 1956 – Jo hårdere falder de
- 1958 – Kathy O
- 1969 – The Minx
- 1980 – My Kidnapper, My Love (TV-film)